# Đảng Cộng sản Armenia (Liên Xô)
Đảng Cộng sản Armenia (tiếng Armenia: Հայաստանի կոմունիստական կուսակցություն, tiếng Nga: Коммунистическая партия Армении) là một đảng trực thuộc Đảng Cộng sản Liên Xô trong phạm vi nước Cộng hòa Xã hội chủ nghĩa Xô viết Armenia. Như vậy, đây là đảng cầm quyền duy nhất ở Armenia Xô viết.

## Lịch sử
Liên minh Dân chủ Xã hội Armenia được thành lập năm 1902 và bị chia tách thành các phe Bolshevik và Menshevik. Phe Bolshevik sau này trở thành Đảng Cộng sản Armenia năm 1920. Nhiều nhà lãnh đạo đảng đã bị buộc tội là người theo chủ nghĩa Trotsky hoặc Dashnak và bị xử tử vào năm 1937.

### Giải thể và kế tục
Đảng Cộng sản Armenia giải thể năm 1991, và sự lãnh đạo của nó đã thành lập Đảng Dân chủ Armenia. Cùng năm đó, Đảng Cộng sản Armenia mới được thành lập dưới sự lãnh đạo của Serge Badalyan, người tự coi mình là người kế thừa của Đảng Cộng sản Xô viết Armenia.

## Lãnh đạo
Chức danh lãnh đạo của đảng hầu như luôn luôn là "Bí thư thứ nhất Ban Chấp hành Trung ương Đảng Cộng sản Armenia".
| Bắt đầu chức vụ      | Kết thúc chức vụ     | Tên                           | Chức bụ                                       |
| -------------------- | -------------------- | ----------------------------- | --------------------------------------------- |
| Tháng 12 năm 1920    | Tháng 5 năm 1921     | Gevorg Sargisovich Alikhanian | Bí thư thứ nhất Ban Chấp hành Trung ương (CC) |
| Tháng 5 năm 1921     | Tháng 1 năm 1922     | Askanaz Arutyunovich Mravian  | Tổng bí thư                                   |
| Tháng 1 năm 1922     | 6 tháng 7 năm 1927   | Ashot Hovhannisyan            | Bí thư thứ nhất CC                            |
| 6 tháng 7 năm 1927   | 8 tháng 4 năm 1928   | Hayk Ovsepyan                 | Bí thư thứ nhất CC                            |
| 8 tháng 4 năm 1928   | 7 tháng 5 năm 1930   | Arshakovich Kostanian         | Bí thư thứ nhất CC                            |
| 7 tháng 5 năm 1930   | 9 tháng 7 năm 1936   | Aghasi Khanjian               | Bí thư thứ nhất CC                            |
| 21 tháng 9 năm 1936  | 23 tháng 9 năm 1937  | Amatuni Vartapetyan           | Bí thư thứ nhất CC                            |
| 23 tháng 9 năm 1937  | 28 tháng 11 năm 1953 | Grigor Harutyunyan            | Bí thư thứ nhất CC                            |
| 28 tháng 11 năm 1953 | 28 tháng 12 năm 1960 | Suren Tovmasyan               | Bí thư thứ nhất CC                            |
| 28 tháng 12 năm 1960 | 5 tháng 2 năm 1966   | Yakov Zarobyan                | Bí thư thứ nhất CC                            |
| 5 tháng 2 năm 1966   | 27 tháng 11 năm 1974 | Anton Kochinyan               | Bí thư thứ nhất CC                            |
| 27 tháng 11 năm 1974 | 21 tháng 5 năm 1988  | Karen Demirchian              | Bí thư thứ nhất CC                            |
| 21 tháng 5 năm 1988  | 5 tháng 4 năm 1990   | Suren Harutyunyan             | Bí thư thứ nhất CC                            |
| 5 tháng 4 năm 1990   | 30 tháng 11 năm 1990 | Vladimir Movsisyan            | Bí thư thứ nhất CC                            |
| 30 tháng 11 năm 1990 | Tháng 5 năm 1991     | Stepan Pogosyan               | Bí thư thứ nhất CC                            |
| Tháng 5 năm 1991     | Tháng 9 năm 1991     | Aram Sarkisian                | Bí thư thứ nhất CC                            |

## Ấn phẩm
Đảng này đã xuất bản tờ nhật báo Sovetakan Hayastan (Armenia Xô viết) và tạp chí hàng tháng Leninyan Ugiov (Con đường Lenin).